# Stepnica
Stepnica (deutsch Stepenitz, auch Bad Stepenitz) ist ein Urlaubsort in der polnischen Woiwodschaft Westpommern.

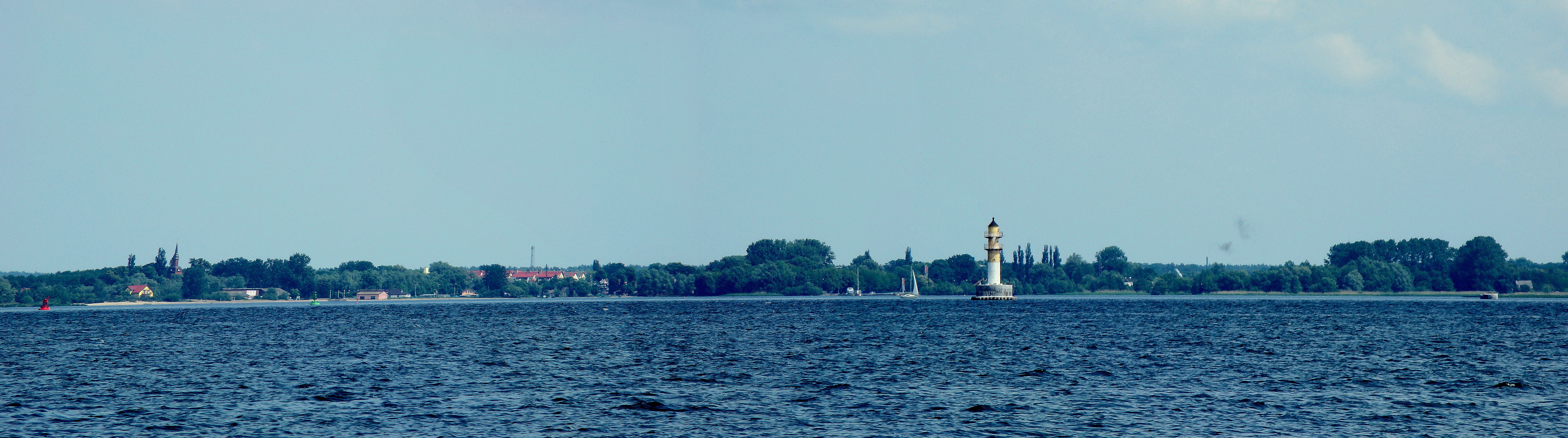
Panorama von Stepnica, vom Papenwasser des Stettiner Haffs aus gesehen.

## Geographische Lage
Die Stadt liegt in Hinterpommern, an der Stelle, wo sich die Wasserfläche der Oder zum Papenwasser (poln. Roztoka Odrzańska) verbreitert, und südlich des Gubenbachs (Gowienica). In der Nähe befinden sich das Stettiner Haff (Zalew Szczeciński) und der Gollnower Urwald (Puszcza Goleniowska). Die Entfernung nach Stettin (Szczecin) beträgt 25 Kilometer, bis Berlin etwa 150 km.

## Geologie
Das Landschaftsbild wurde durch die Eiszeit geformt und weist feuchte, moorige Niederungen und Täler auf. Im Süden der Gemarkung herrschen Moor- und Bruchwaldgebiete vor, im Osten trockene Talsandterrassen und Hochwald. Der mit Moorbildung einhergehende Verlandungsprozess des Haffufers dauert zum gegenwärtigen Zeitpunkt noch an.

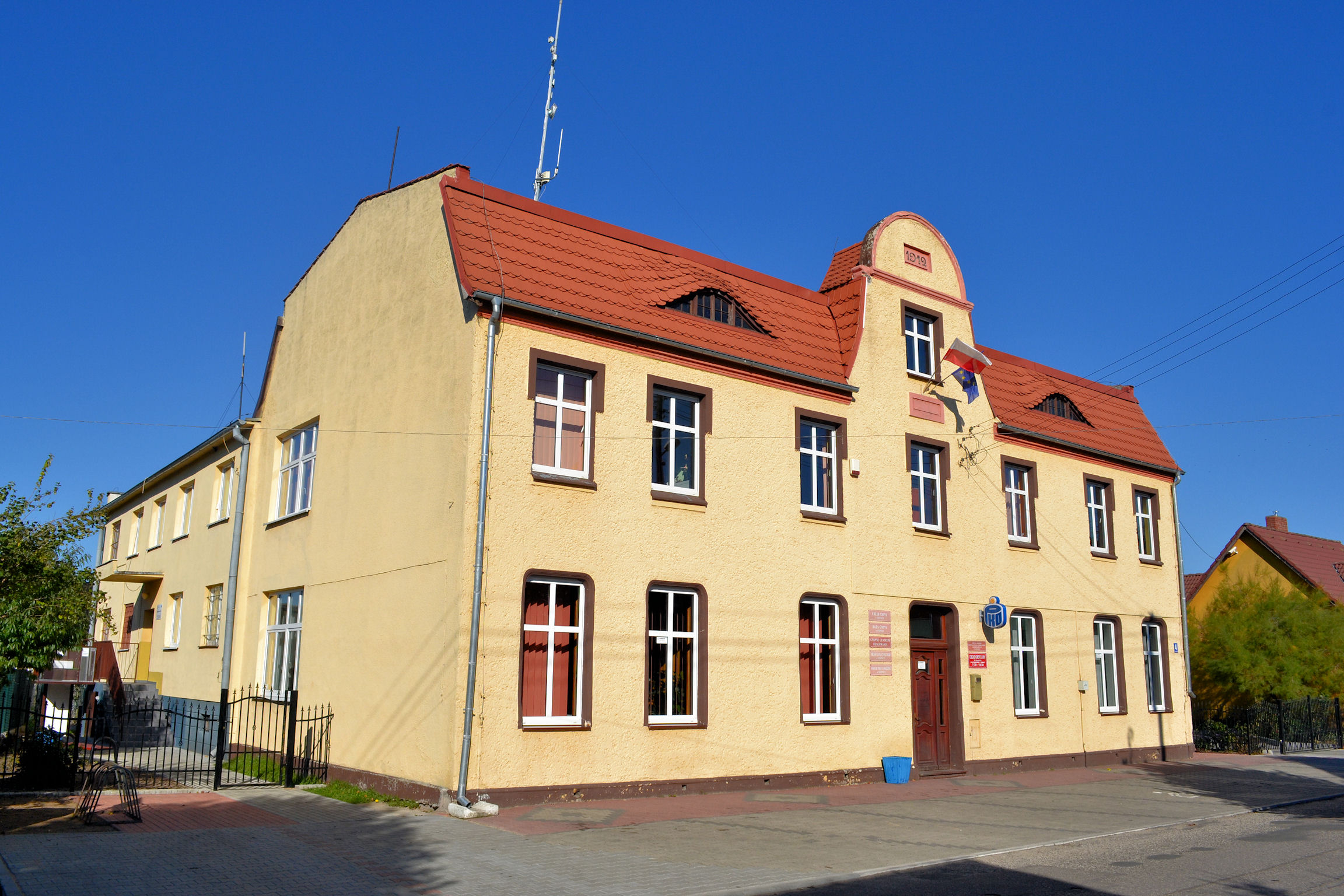
Stadt- und Gemeindeamt in Stepnica

## Geschichte

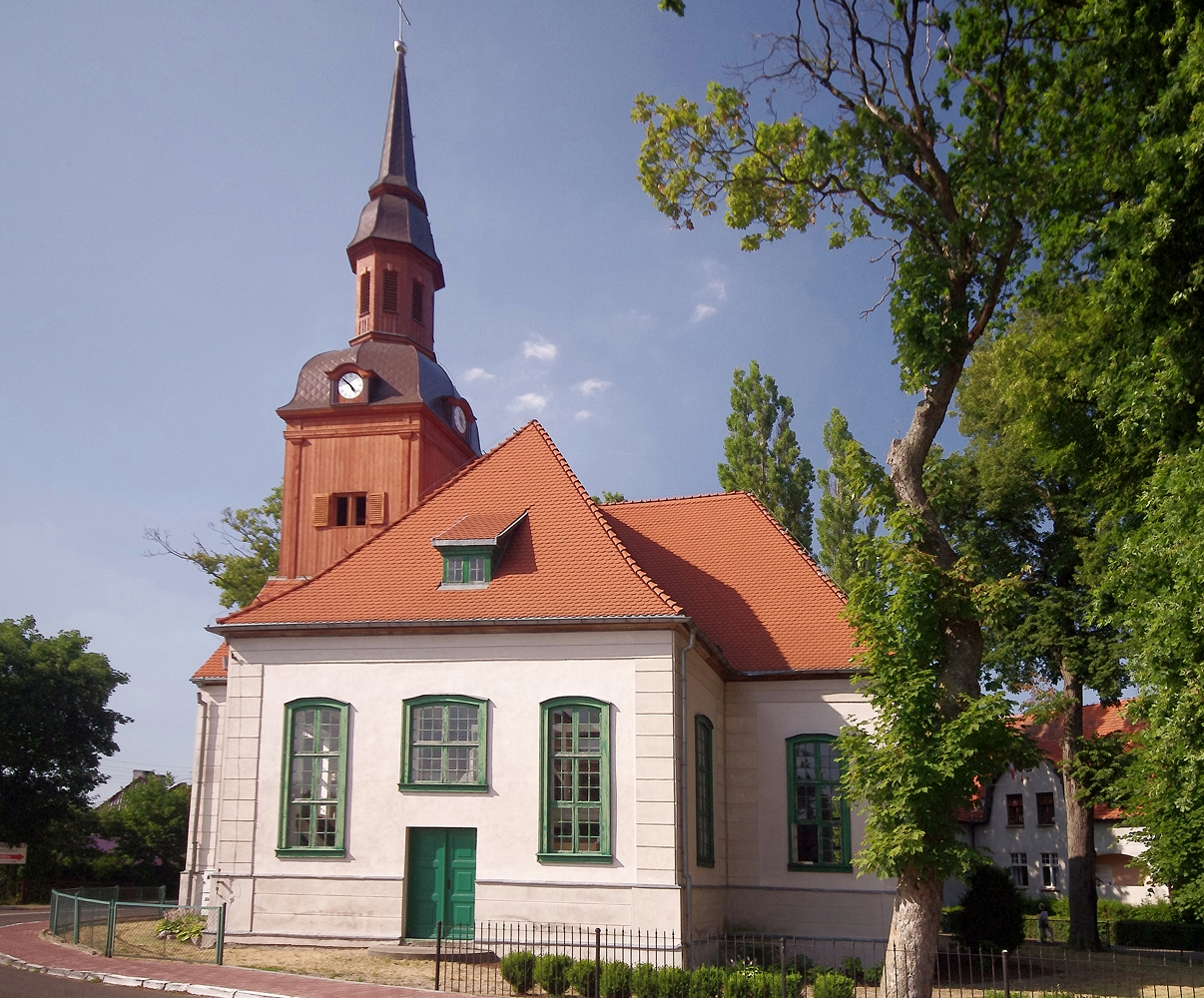
Katholische Pfarrkirche

Die Ortschaft wurde von deutschen Siedlern südlich des Gubenbachs auf einer Talsandinsel gegründet und ursprünglich in Form eines Straßenangerdorfes angelegt. Groß Stepenitz wurde im Jahre 1269 erstmals als Stepniza urkundlich erwähnt. Der alte Ortsname bezog sich damals wohl auf die sumpfigen Flüsse und Bachläufe der Umgebung. Schon damals war in Groß Stepenitz wegen der Nähe zum Stettiner Haff Fischfang und Fischzucht von Bedeutung. Deshalb wurde ein Hafen gebaut, aber auch die örtliche Holzverarbeitung war ein wichtiger Wirtschaftszweig. Bereits im 13. Jahrhundert wurde die Ortschaft als Fischereidorf beschrieben; allmählich entwickelte es sich zu einem Haufendorf.
1278 wurde der Stettiner Bürger Godekinus de Wretzlavia (Breslau) durch Herzog Barnim I. mit dem Dorfe Stepenitz belehnt, doch schon 1280 entschädigt ihn Bogislaw IV.  für das Dorf. Am 15. Juli 1281 wird in einer Fischereirechte betreffenden Vertragsurkunde der Adlige Thamm Flemming genannt. 1302 ist Thamm Flemming, Marschall von Pommern, Herr zu Stepenitz. Am 19. November 1366 schenkten dessen Urenkel Tyderich, Tymmo und Henning „dat ghut tu der stepenytze“  dem Jungfrauenkloster in Stettin. Bereits 1347 hatte Herzog Barnim II. bekundet, dem Kloster in Stettin „dat Dorp tho der Stepenitze“ überlassen zu haben. Im Jahr 1374 wurde die Schenkung von 1347 vom Camminer Bischof Philipp von Rehberg bestätigt. So ging Groß Stepenitz im 14. Jahrhundert in den Besitz der Stettiner Zisterzienserinnen bzw. des Kapitels der Stettiner Marienkirche über.
Gegenüber Groß Stepenitz, auf der anderen Seite des Grubenbachs, lag das kleinere, jedoch vermutlich ältere wendische Dorf Klein Stepenitz. 1291 wurden dem Johanniter Gerhard von Gollnow durch die Herzöge Bogislaw IV., Barnim II. und Otto I. unter anderem zwei Teile des Dorfs Klein Stepenitz übertragen. Bogislaw IV. bestätigte 1299 die Schenkung des dritten Teils des Dorfes an das Jungfrauenkloster Wollin durch den Ritter Friedrich von Hindenburg. 1361 verkaufte der Johanniterorden dem Kloster Wollin seine Güter in Klein Stepenitz, so dass das ganze Dorf in den Besitz des Klosters kam.
Die beiden benachbarten Dörfer Groß Stepenitz und Klein Stepenitz durchliefen eine getrennte Entwicklung, da Klein Stepenitz dem Kloster in Wollin, Groß Stepenitz dagegen zu Stettin gehörte. 1628 waren in Groß Stepenitz zwanzig Hakenhufen, zwei Gasthäuser, ein Schmied, Hirten, zwölf Instleute und zwei Handwerker steuerlich registriert, während in Klein Stepenitz zwölf Hakenhufen, fünf Kossäten, ein Gasthaus und drei Instleute verzeichnet waren. Im Jahr 1654 wurde Groß Stepenitz an das Amt Wollin verpfändet.
1686 wurde das Amt Stepenitz gebildet, dessen Verwaltung sowohl Klein Stepenitz als auch Groß Stepenitz unterstand, und von dem preußischen General Karl Friedrich Graf von Schlippenbach an den Kurfürsten Friedrich Wilhelm  von Brandenburg verkauft. Im Zuge der Aufhebung der Klöster kam Klein Stepenitz später an das fürstliche Amt Wollin und Groß Stepenitz an das fürstliche Amt Alten Stettin.
1721 wurde in Groß Stepenitz die Akzise eingeführt.
Durch eine Feuersbrunst wurden am 1. Juni 1739 in Groß Stepenitz die Kirche, das Pfarrhaus, das Küster- und Predigerwitwenhaus und mehrere weitere Gebäude zerstört; anschließend wurde die Ortschaft auf neuem Straßennetz wiederaufgebaut und mit einer hölzernen Kirche versehen. Im Jahr 1789 hatte Groß Stepenitz insgesamt 126 Wohnhäuser, von denen 62 ein Ziegel- und 64 ein Strohdach aufwiesen. Während einer Feuersbrunst am 21. März 1794 wurden elf Wohnhäuser und verschiedene bäuerliche Wirtschaftsgebäude zerstört.  Im 18. Jahrhundert hatte es in Groß Stepenitz einmal zwanzig Bauernhöfe gegeben. Später wurde aus dem Hof des Freischulzen und fünf wüst gewordenen Bauernhöfen ein Vorwerk gemacht, ein wüster Hof wurde dem Pfarrer und ein weiterer wüster Hof dem Oberförster übergeben, so dass zuletzt nur noch zwölf Bauernhöfe übrig geblieben waren.
Wichtige Erwerbszweige der Stepenitzer Bevölkerung waren neben der Land- und Forstwirtschaft die Fischerei und der Schiffsbau.
Seit dem Siebenjährigen Krieg wurden in Groß Stepenitz jährlich zwei bis drei große Seeschiffe gebaut. Die alte Kahnwerft an der Gowienica (Gubenbach) bestand bis zur Zeit nach dem Ersten Weltkrieg. Bis dahin wurden hauptsächlich Haffkähne gebaut: etwa 40 Meter lange, mit einem Flachboden ausgestattete Fahrzeuge aus Holz mit oder ohne Verdeck. Die größeren Kähne hatten drei Masten, die kleineren nur einen. Sie waren dafür bestimmt, von Stettin aus die Oder abwärts bis Cammin i. Pom., Swinemünde und durch die Peene sogar bis Stralsund und in den Barther und Saaler Bodden und wieder zurück zu segeln. Diese Schiffe wurden nach dem Ersten Weltkrieg von sogenannten Leichtern verdrängt: antriebslosen Kähnen aus Eisen, die von Schleppern gezogen werden.
Schiffskapitän Radmann, der der Stepenitzer Seefahrerfamilie Radmann entstammte, ein anderer Kapitän und ein Holzkaufmann gründeten 1842 in Groß Stepenitz mit einem in England  gekauften Dampfer die Stepenitzer Reederei, eine Offene Handelsgesellschaft. 1860 operierten von Stepenitz aus zwei Handelsschiffe, 1863 bereits vier. 1900 wurde die Reederei in eine Gesellschaft mit beschränkter Haftung umgewandelt und unter dem Namen Stepenitzer Dampfhandelsgesellschaft GmbH in Stepenitz in das Handelsregister eingetragen.
Stepenitz hatte zwei Fischereihäfen, einer lag am Seglerhafen, der andere südlich des Bahnhafens. Im Jahr 1929 wurden in Stepenitz 55 hauptberufliche Fischer gezählt. Vor 1945 gab es etwa 30 Fischerfamilien mit 55 bis 60 Fischern.
Ein beachtlicher wirtschaftlicher Aufschwung stellte sich nach dem Anlegen eines Badestrandes durch Anspülen von weißem Sand an den Stepenitzer Wiesen ein, der 1910 anlässlich der Vertiefung und Begradigung des Schiffahrtwegs Stettin – Swinemünde aus der Fahrrinne des Papenwassers ausgebaggert worden war. Zwischen dem Bootshafen, der durch eine zwanzig Meter lange Mole aus Beton geschützt wurde, und dem Stepenitz-Kanal entstand zunächst ein schmaler, jedoch attraktiver Badestrand. Die Betonmole bot außerdem Schutz für den neu erbauten Yachthafen. Nach dem Ersten Weltkrieg wurde der Strand weiter aufgespült und um etwa das Zehnfache vergrößert. Dies führte von Mai bis September zu einem Ansturm von Badegästen, insbesondere aus Stettin. Gastronomische Einrichtungen wurden erweitert oder neu eingerichtet, Strandkörbe vermietet, und vor einer der Gaststätten entstand eine große Seeterrasse. Die Stepenitzer Dampfschiffahrtsgesellschaft schaffte 1927 für 189.000 Reichsmark den Personendampfer Bad Stepenitz an. Um das für den Kauf erforderliche Kapital aufbringen zu können, wurde die Dampfschiffahrtsgesellschaft in eine Aktiengesellschaft mit 250 Namensaktien im Wert von je 100.000 Reichsmark umgewandelt. 1942 wurde die Dampfschiffahrtsgesellschaft wieder in eine GmbH umgewandelt.
In der Zwischenkriegszeit war Groß Stepenitz dank seiner hölzernen Mole mit Café, seinem großen Strand und einem Yachthafen ein beliebtes Naherholungsgebiet für Bürger des nahe gelegenen Stettin. Den Gästen standen im Fremdenverkehrsort 6000 Betten zur Verfügung, und eine zu der Greifenberger Kleinbahn gehörende Schmalspurbahn verband den Ort mit Greifenberg sowie Gülzow.
Im Jahr 1928 waren in Groß Stepenitz 52 Berufsfischer der Haff- und Flussfischerei ansässig.

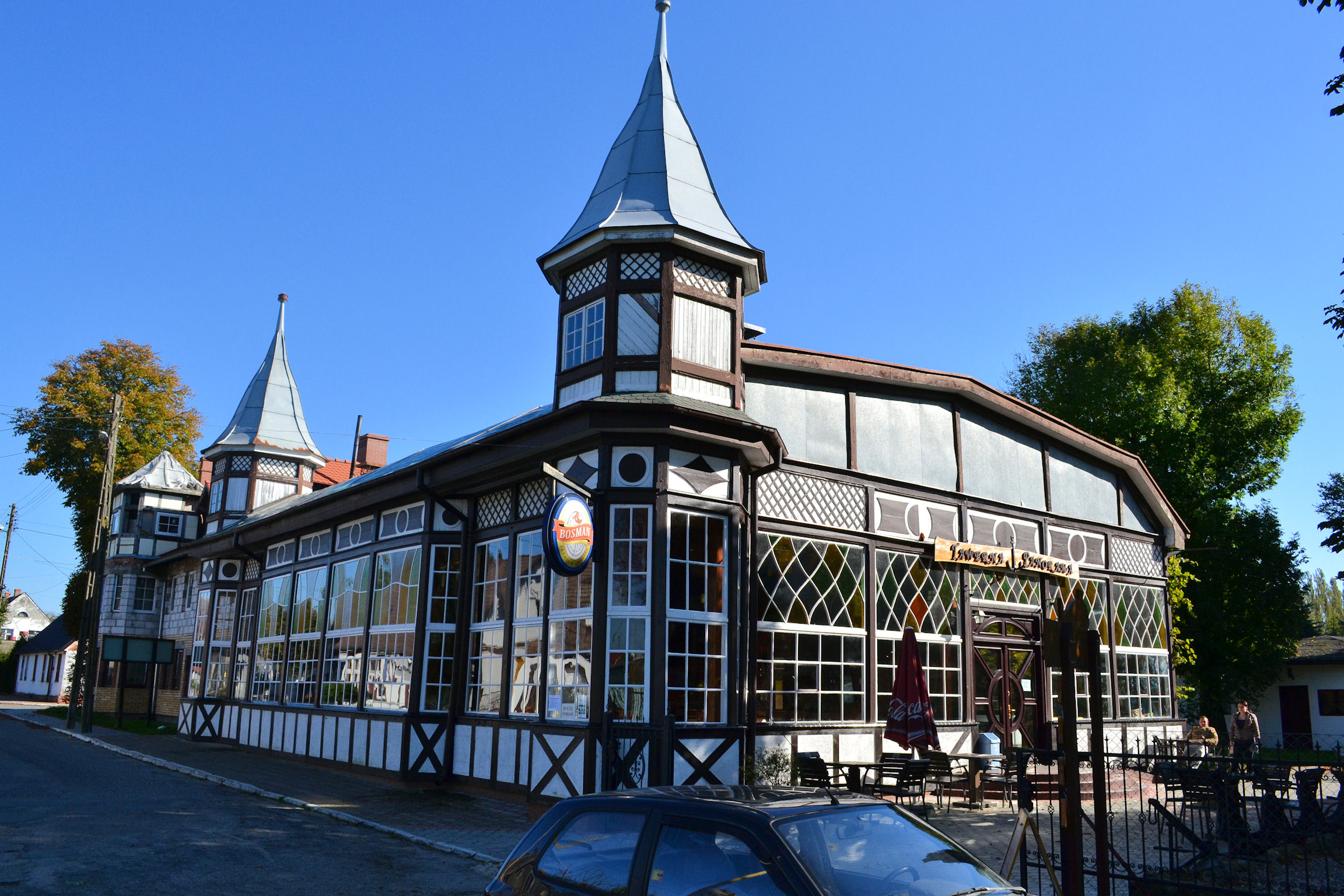
Strandgaststätte Panorama.

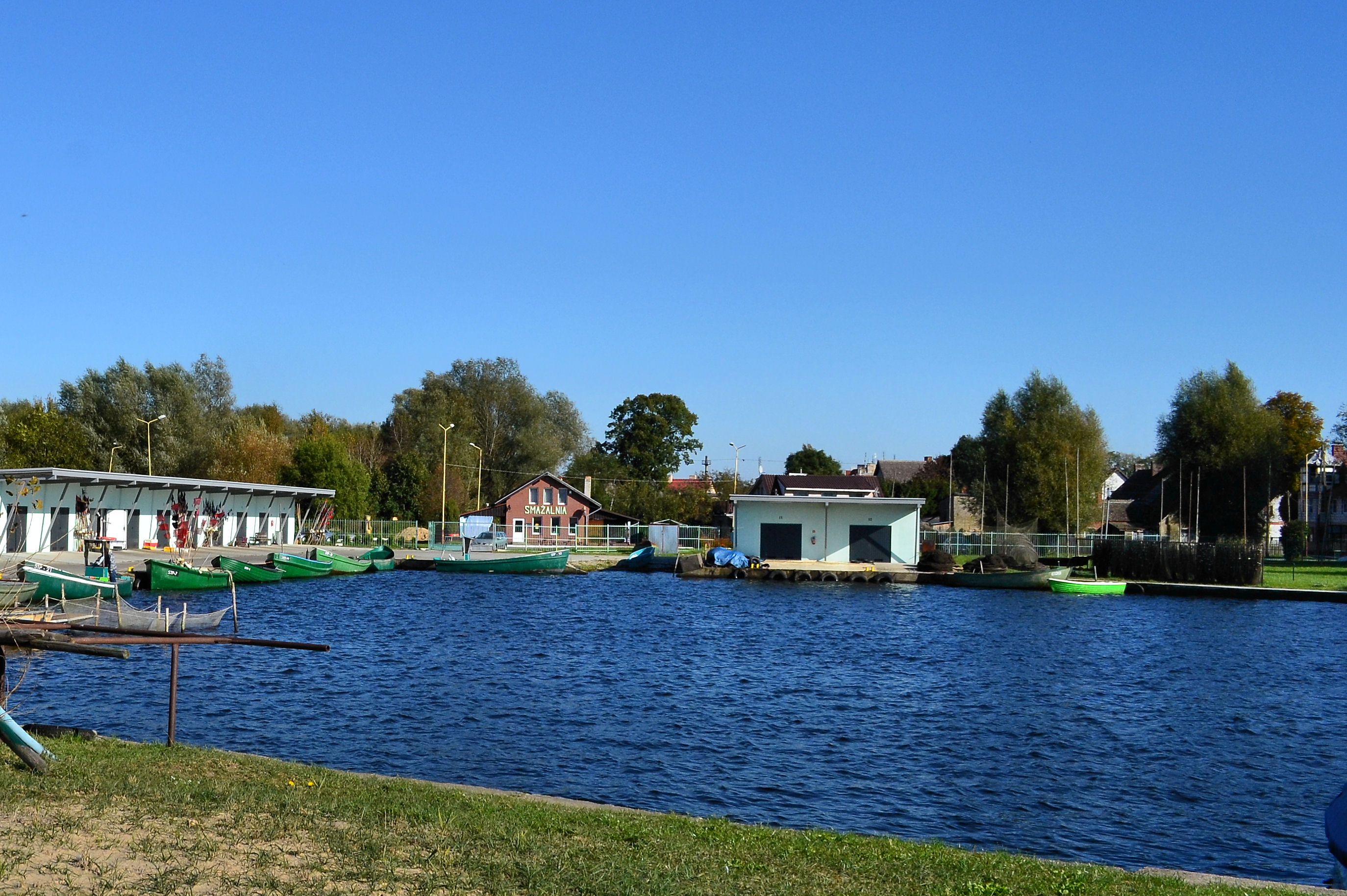
Bootshafen

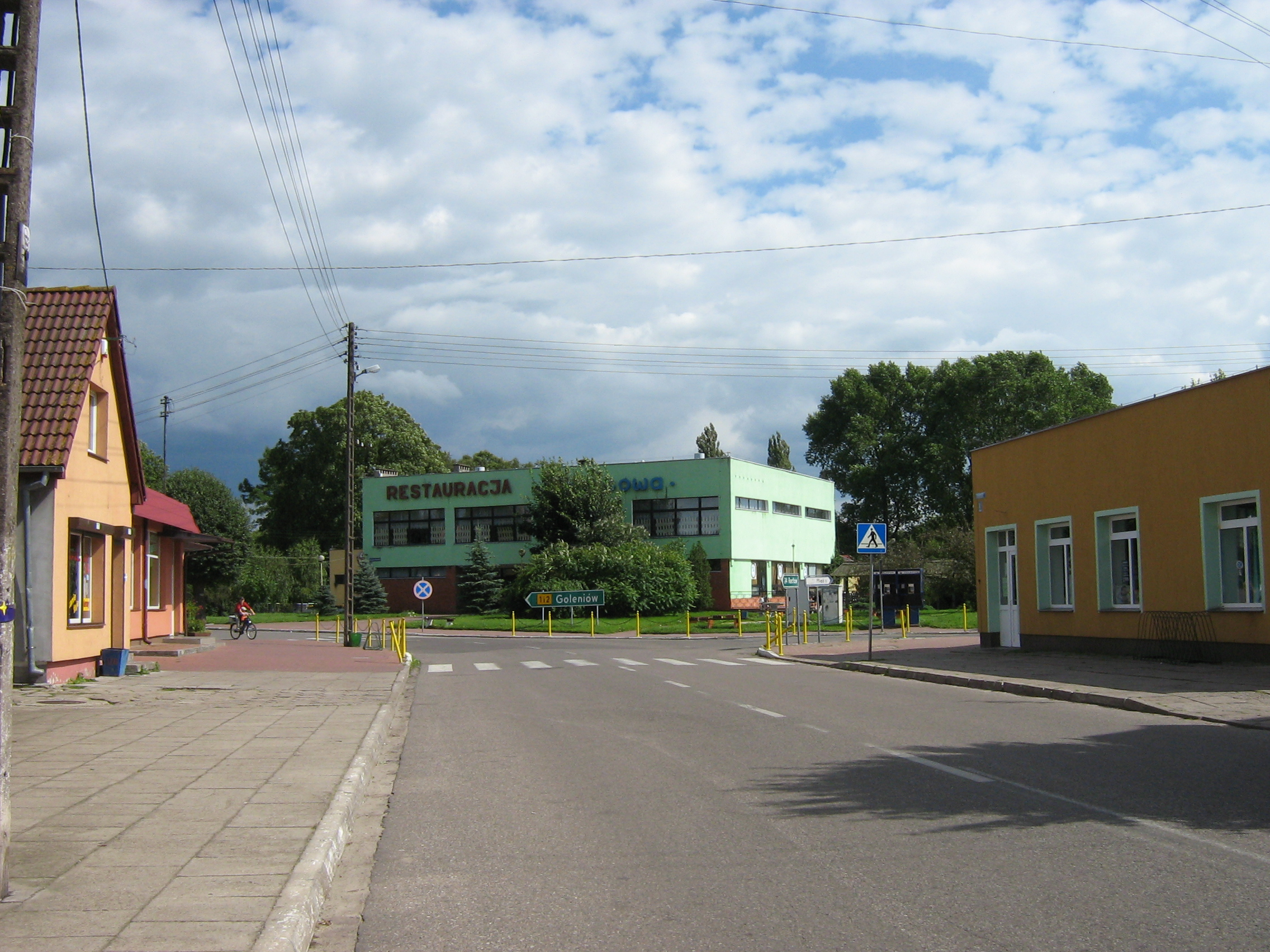
Ortszentrum

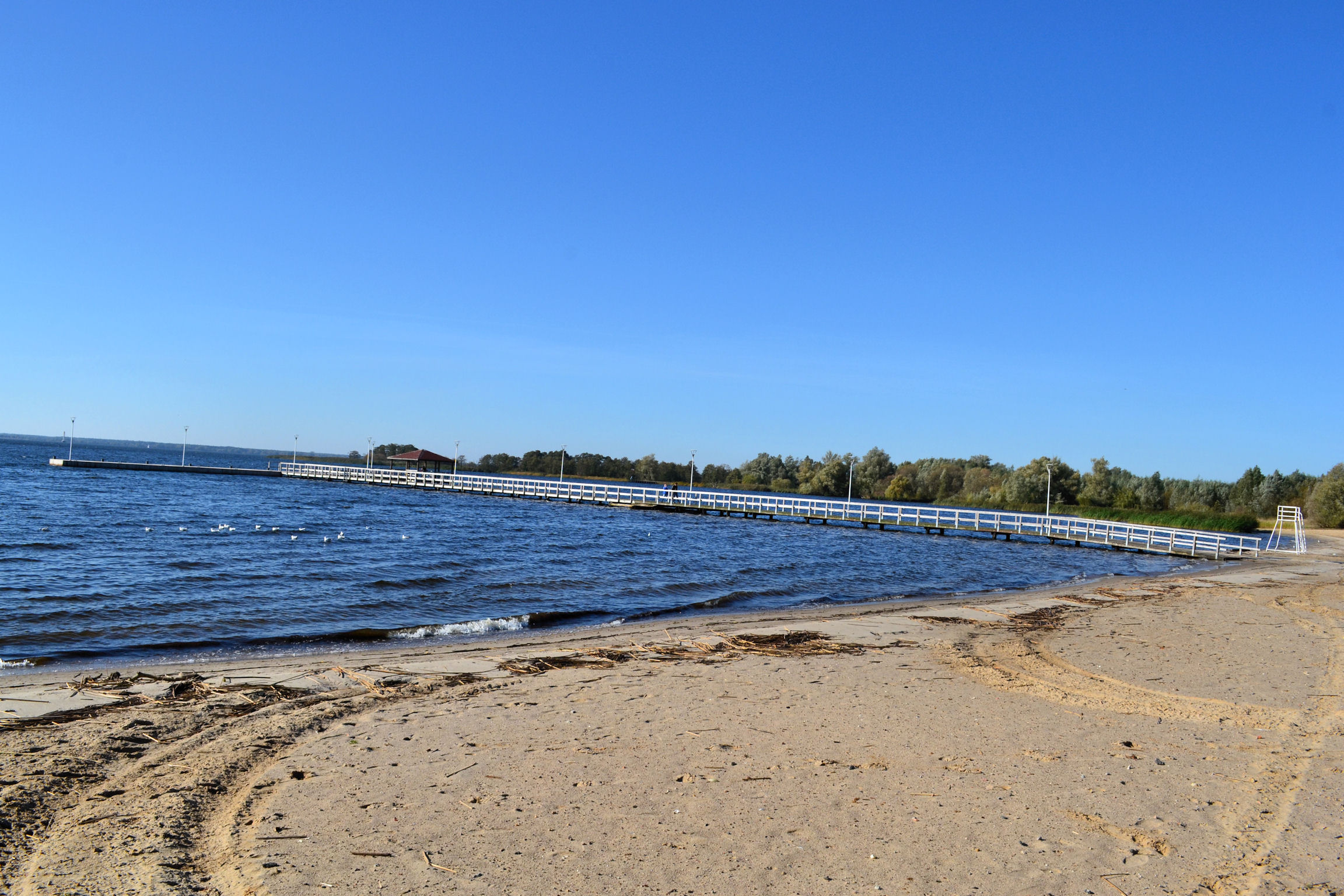
Künstlich angelegter Sandstrand am Papenwasser, der vor und nach dem Ersten Weltkrieg durch gezieltes Anspülen von Baggersand geschaffen worden war.

Im Jahr 1936 hatte die Gemarkung von Stepenitz (nach der Zusammenlegung des Fleckens Groß Stepenitz mit den Dörfern Groß Stepenitz und Klein Stepenitz zur Gemeinde Stepenitz, siehe unten: Eingemeindungen) eine Flächengröße von 21,7 km².
Bis 1945 gehörte Stepenitz zum Landkreis Cammin i. Pom. im Regierungsbezirk Stettin der Provinz Pommern. Stepenitz war Sitz eines Amtsgerichts, dem auch die Ortschaften Schminz, Rißnow, Pribbernow, Hammer und Amalienhof unterstellt waren.
Gegen Ende des Zweiten Weltkrieges war die Rote Armee am 4. und 5. März 1945, aus südöstlicher Richtung kommend, rasch auf das Stettiner  Haff, die Dievenow und die Oder vorgerückt, kam dort jedoch neun Wochen lang zum Stehen. Während dieser Zeit lag die sowjetische Armee von der Insel Wollin sowie von der Ostsee aus unter beständigem deutschen Artilleriebeschuss. Stepenitz und weitere Ortschaften (unter anderem Dievenow, Cammin, Köpitz, Hagen, Laatzig, Fritzow, Düssin, Gaulitz, Grabow und Langenberg) wurden fast völlig zerstört. Nachdem die Brücken am 5. und 6. März gesprengt worden waren, setzten viele Stepenitzer mit dem Dampfer über das Haff. Nach der deutschen Kapitulation im Mai 1945 wurden die Übergänge über Oder, Haff und Dievenow von den Polen für Deutsche gesperrt, so dass Geflüchtete in einigen Fällen nicht an ihre Heimatorte zurückkehren konnten.
Bald nach Kriegsende wurde die Region zusammen mit ganz Hinterpommern, Stettin und einem Teil Vorpommerns seitens der sowjetischen Besatzungsmacht der Volksrepublik Polen zur Verwaltung überlassen. Es begann die Zuwanderung polnischer Zivilisten. Die verbliebene deutsche Bevölkerung wurde bis auf wenige Personen ab Sommer 1945 von der polnischen Administration in Richtung Westen vertrieben. Die Vertreibungen wurden unter kurzfristiger Ankündigung durchgeführt, und es durfte nur Handgepäck mitgenommen werden, das sehr häufig während des Marsches zur Oder sowie beim Übergang über das Haff, die Dievenow und die Oder geplündert wurde. Die Ausweisung der deutschen Bevölkerung war im selben Jahr weitgehend abgeschlossen. Im Dezember 1946 erhielt Stepenitz die polonisierte Ortsbezeichnung Stepnica. Die Ortschaft hat heute ca. 5000 Einwohner. Stadtrecht wurde am 1. Januar 2014 gegeben.

### Entwicklung der Einwohnerzahl
- 1782: 0643, in Groß Stepenitz[17]
- 1864: 1758, in Groß Stepenitz[18]
- 1868: 1644, in Groß Stepenitz[18]
- 1925: 1617, in Groß Stepenitz[19]
- 1932: 1617, in Groß Stepenitz, darunter vier Katholiken[20]
- 1936: 2866, in Stepenitz, nach dem am 1. April 1936 erfolgten Zusammenschluss von Groß Stepenitz, Flecken mit Groß Stepenitz, Dorf und Klein Stepenitz
- 2011: 4902[21]

### Eingemeindungen
Verwaltungspolitisch existierten bis zum 31. März 1936 die drei selbständigen Gemeinden:
1. Groß Stepenitz, Flecken mit (1932) 1617 Einwohnern, darunter vier katholischen, und einer Flächengröße der Gemarkung von 2,7 km²
2. Groß Stepenitz, Dorf mit (1932) 390 Einwohnern, darunter zwei katholischen, und einer Flächengröße der Gemarkung von  10,5  km²
3. Klein Stepenitz mit (1932) 677 Einwohnern, darunter einem katholischen, und einer Flächengröße der Gemarkung von 8,5 km²

Der Flecken Groß Stepenitz beherbergte um 1930 sechs Wohnplätze:
1. Ablagegehöft Stepenitz
2. Forstsekretärgehöft Stepenitz
3. Groß Stepenitz, Flecken
4. Kleinbahnhof Stepenitz
5. Mühle
6. Oberförstereigehöft Stepenitz

Im Dorf Groß Stepenitz gab es um 1930  elf Wohnplätze:
1. Birkenwalde
2. Buwin
3. Chausseehaus
4. Ferdinandshof
5. Forsthaus Schöneiche
6. Forsthaus Stepenitz
7. Groß Stepenitz, Dorf
8. Marienhof
9. Rothsand
10. Schiebenhorst
11. Vier

Das Dorf Klein Stepenitz hatte um 1930 drei Wohnplätze:
1. Klein Stepenitz
2. Sandhof
3. Vierhäuser

In den drei Ortschaften zusammen wurden im Jahr 1932 2667 evangelische und sieben katholische Einwohner gezählt, insgesamt 2684.
Die drei Orte gehörten, wie auch die Dörfer Flacke und Schützendorf, zum Amtsbezirk Stepenitz.
Gegen erhebliche Widerstände der lokalen Gemeinde- und Gutsvertreter wurde kurz vor dem Zweiten Weltkrieg der Zusammenschluss des Fleckens Groß Stepenitz mit dem Dorf Groß Stepenitz und dem Dorf Klein Stepenitz durchgesetzt und am 1. April 1936 wirksam. Aus dem Zusammenschluss ging die Gemeinde Stepenitz mit einer Flächengröße von 21,7 km² und 2866 Einwohnern hervor.

## Sehenswürdigkeiten
- Barocke Pfarrkirche St. Hyazinth; ein verputzter Fachwerkbau von 1741, bis 1945 evangelisch, seitdem katholisch
- Fachwerk- und Ziegelhäuser aus dem 19./20. Jahrhundert

## Persönlichkeiten

### Söhne und Töchter des Ortes
- Wilhelm Wider (1818–1884), deutscher Maler, Präsident des Deutschen Künstlervereins in Rom
- Robert Parlow (1835–1901), deutscher Marinemaler
- Robert Hilgendorf (1852–1937), Windjammer-Kapitän der Hamburger F. Laeisz Reederei und Schifferalter
- Daniel Gerth (1891–1934), deutscher Offizier im Ersten Weltkrieg, wurde 1934 als SA-Führer von der SS hingerichtet
- Arnold Klünder (1909–1976), deutscher Maler, Grafiker und Keramiker, wirkte in Ahrenshoop
- Dieter Blumenberg (1925–2019), deutscher Politiker (SPD) und Landtagsabgeordneter
- Manfred Schatz (1925–2004), deutscher impressionistischer Maler

### Mit dem Ort verbunden
- Robert Hilgendorf (1852–1937), deutscher Kapitän, führte Frachtsegler für die Hamburger Reederei Laeisz und lebte bis zu seinem 15. Lebensjahr im Ort.

## Gemeinde
Die Landgemeinde Stepnica umfasst eine Fläche von etwa 300 km² und besteht neben dem gleichnamigen Hauptort aus folgenden 15 Ortsteilen:
| - Bogusławie (Birkenwalde) - Budzień (Schützendorf) - Czarnocin (Zartenthin) - Gąsierzyno (Ganserin) - Jarszewko (Jassow am Haff) - Kopice (Köpitz) - Łąka (Lanke) - Miłowo (Flacke) | - Piaski Małe (Paatzig) - Stepnica (Stepenitz) - Stepniczka (Sandhof) - Widzieńsko (Hohenbrück) - Zielonczyn (Graseberg) - Żarnowo (Altsarnow) - Żarnówko (Neusarnow) |

Die Gemeinde ist vor allem seit der Wende ein beliebtes touristisches Ziel. Wichtige Urlaubsorte der Gemeinde sind neben Stepnica die Orte Jarszewko (Jassow am Haff), Żarnowo (Altsarnow) und Łąka (Lanke).

## Vorgeschichtliche Funde
Auf der Gemarkung von Stepenitz wurde früher eine Reihe vorgeschichtlicher Artefakte geborgen, die auf lang zurückliegende menschliche Aktivitäten in der Region hindeuten, darunter
- eine Hirschhornhacke sowie ein ohne Steinwerkzeuge bearbeitetes Geweihstück vom Riesenhirsch
- aus der jüngeren Steinzeit (4. Jahrtausend v. Chr.): ein Feuersteinbeil, ein Lochhammer, eine Lochaxt und ein großer Pflugkeil aus schiefrigem Gestein
- aus der Bronzezeit (2. Jahrtausend v. Chr.): eine Kanneluren-Steinscheibe mit peripherer Kehlung und – auf dem Galberg – ein Urnenfeld mit Urnen aus Ton
- aus der vorrömischen Eisenzeit: eine Brandurne aus der La-Tène-Zeit

Über die jüngere Eisenzeit (Wenden- und Wikingerzeit) lassen die Fundstücke keine Schlussfolgerungen zu. Die Fundstücke wurden größtenteils in Stettiner und Berliner Museen ausgestellt.